# Coenocyathus parvula
Espèce
Coenocyathus parvula est une espèce de coraux appartenant à la famille des Caryophylliidae.